# 箱根登山鉄道モニ1形電車
箱根登山鉄道モニ1形電車（はこねとざんてつどうモニ1がたでんしゃ）は、小田急箱根（旧：箱根登山鉄道）に在籍する直流事業用電車である。

## 概要
開業当時から使用されていた電動貨車ユ1形の代替として1975年に東横車輛電設（現・東急テクノシステム）で製造された。荷物車の「モニ」という形式を称するが、実際には工事用の資材などを運搬する電動貨車である。
車体は無蓋車の両端に運転室を置いた産業機械を思わせる無機質な外観で、その間に屋根を載せた形状で、屋根上にパンタグラフと抵抗器を搭載している。両端の運転室は、他の鉄道線車両と同様に中央に運転台があるが、運転室の幅は車体幅より狭くなっている。荷台の荷重は10t。
駆動方式は製造当初は吊り掛け駆動方式で、台車はモハ3形114号の台車を東急車輛製造製TS110-A型台車に交換したことで発生した、川崎車輛製の板台枠台車を使用していた。1997年モハ114号が廃車になった際、同車のTS110-A型台車を老朽化した川車製台車と交換している。更に2017年、モハ2形110号廃車時に同車の東急車輛製造製TS330-A型台車と電装品に交換し、新製より42年を経て中空軸平行カルダン駆動方式化を果たしている。
2009年には、車体塗装が灰色からオレンジに塗り変えられた。
工事用車両のため、定期運用はなく、日中に走行することは少ない。通常は強羅駅構内に留置されている。